# Anetanthus parviflorus
Anetanthus parviflorus là một loài thực vật có hoa trong họ Tai voi. Loài này được (Hook. & Arn.) Benth. & Hook. mô tả khoa học đầu tiên năm 1873.